# 犀目鮰
犀目鮰為輻鰭魚綱鯰形目北美鯰科的其中一種，分布於美國紐約州至佛羅里達州的淡水流域，體長可達95公分，棲息在泥底質水質混濁的池塘、溪流、溝渠，可作為遊釣魚。